# Gare de Székesfehérvár
La gare de Székesfehérvár (en hongrois : Székesfehérvár vasútállomás) est une gare ferroviaire hongroise, située à Székesfehérvár.